# Aleksandr Osterman-Tolstoj
Aleksandr Ivanovitj Osterman-Tolstoj (ryska: Александр Иванович Остерман-Толстой), född 1770, död den 12 februari 1857, var en rysk greve och general, systerson till Ivan Osterman, dotterson till Andrej Osterman.  
Osterman-Tolstoj åtnjöt i hög grad kejsarinnan Katarina II:s ynnest och var redan 1798 generalmajor. Han utnämndes 1806 till generallöjtnant och deltog under Bennigsens befäl i striderna vid Pułtusk, Eylau och Friedland 1807. 
1812 kämpade han i spetsen för fjärde kåren i drabbningarna vid Ostrovo, Smolensk och Borodino, medföljde ryska hären till Tyskland och utmärkte sig högeligen efter nederlaget vid Dresden i försvaret av passen till Böhmen, varunder han blev svårt sårad. 
Av kejsar Alexander I var han synnerligen omtyckt och utnämndes till chef för genitrupperna. Efter Nikolaus tronbestigning (1825) lämnade Osterman hovet och företog vidsträckta resor.